# Sclaters miersluiper
De Sclaters miersluiper (Myrmotherula sclateri) is een zangvogel uit de familie Thamnophilidae (miervogels). De vogel is vernoemd naar de Engelse zoöloog Philip Lutley Sclater.

## Verspreiding en leefgebied
Deze soort komt voor in Oost-Peru bezuiden de Amazone, in Noord-Bolivia en amazonisch Zuid-Brazilië.

## Status
De grootte van de populatie is niet gekwantificeerd maar de soort wordt omschreven als vrij algemeen. Op de Rode lijst van de IUCN heeft deze soort de status niet bedreigd.